# 夕べの星
『夕べの星』（The Evening Star）は、1996年のアメリカ映画。『愛と追憶の日々』の続編。エマの死後の子供たちの成長した姿と、オーロラやエマの親友のその後を描く。

## ストーリー
エマの死後、オーロラは3人の孫たちを育てていた。子供たちは大きくなるが、長男トミーは麻薬で服役中、次男のテディは修理工として働くが未婚で子供をもうけてしまい、末の娘メラニーはエマやオーロラによく似た快活な性格に成長するが、ボーイフレンドのために大学を辞めると言い出し、オーロラにとって物事はうまくいかないことばかり。
オーロラは、息子ほど年の離れた男を、エマの親友と取り合うなどと、まだ元気だ。そんな時、あの宇宙飛行士と再会する。そして……。

## キャスト
※括弧内は日本語吹替
- オーロラ・グリーンウェイ - シャーリー・マクレーン（鈴木弘子）
- ジェリー・ブルックナー - ビル・パクストン（山路和弘）
- メラニー・ホートン - ジュリエット・ルイス（深見梨加）
- パッツィ・カーペンター - ミランダ・リチャードソン（駒塚由衣）
- アーサー・コットン - ベン・ジョンソン（宮川洋一）
- ブルース - スコット・ウルフ（森川智之）
- トミー・ホートン - ジョージ・ニューバーン（樫井笙人）
- ロージー・ダンロップ - マリオン・ロス
- テディ・ホートン - マッケンジー・アスティン（宮本充）
- ヘクター・スコット - ドナルド・モファット（中村正）
- エレン - ジェニファー・グラント
- ギャレット・ブリードラヴ - ジャック・ニコルソン（筈見純）

## スタッフ
- 監督・脚本：ロバート・ハーリング
- 原作・脚本：ラリー・マクマートリー